# Trajekt Warnemünde–Gedser
| |                      |                           |                           |
| Spurweite: | 1435 mm (Normalspur) |                           |                           |
| |                      |                           |                           |
| \| \| \| von Neustrelitz \| \| \| \| Warnemünde Hafen \| \| \| \| Trajekt Warnemünde–Gedser \| \| \| \| Gedser \| \| \| \| nach Nykøbing \| |                      |                           |                           |
| Strecke (außer Betrieb) |                      | von Neustrelitz           | von Neustrelitz           |
| Dienststation / Betriebs- oder Güterbahnhof (Strecke außer Betrieb)                                                                         |                      | Warnemünde Hafen          | Warnemünde Hafen          |
| Eisenbahnfähre (Strecke außer Betrieb) |                      | Trajekt Warnemünde–Gedser | Trajekt Warnemünde–Gedser |
| Dienststation / Betriebs- oder Güterbahnhof (Strecke außer Betrieb)                                                                         |                      | Gedser                    | Gedser                    |
| Strecke (außer Betrieb) |                      | nach Nykøbing             | nach Nykøbing             |

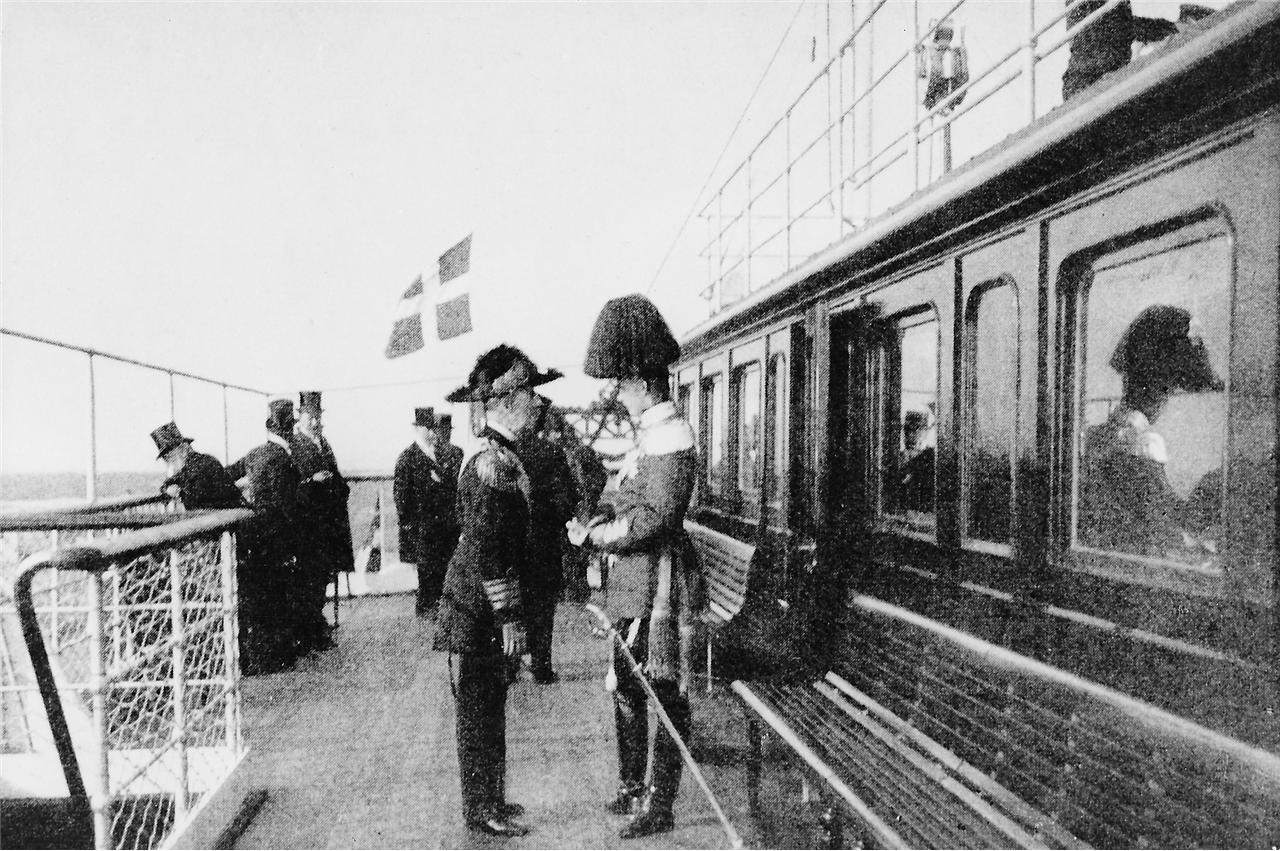
Einweihung der Fährlinie Gedser–Warnemünde durch König Christian
IX. und Großherzog Friedrich Franz IV. an Bord der Fähre Prins Christian, 1903

Das Trajekt Warnemünde–Gedser war  eine von 1903 bis 1995 bestehende Eisenbahnfährverbindung zwischen Warnemünde (Deutschland) und Gedser (Dänemark). Es war die älteste deutsche Fährverbindung nach Skandinavien und die erste internationale Eisenbahnfährverbindung. In Deutschland hatte das Trajekt Anschluss an die Lloydbahn über Rostock nach Berlin, in Dänemark war es über die Bahnstrecke Nykøbing–Gedser mit Kopenhagen verbunden.

## Geschichte

### Fährverbindungen über die Ostsee im 19. Jahrhundert
Seit den 1840er Jahren gab es eine Dampferverbindung zwischen Stettin und Kopenhagen, mit der u. a. Hans Christian Andersen am 2. August 1844 reiste. Eine viel kürzere Postdampferverbindung zwischen Rostock und Nykøbing Falster löste 1873 diese Route ab. Sie wurde ab 26. Juni 1886 zu den neuangelegten Bahnhöfen nebst Fährbecken von Warnemünde (heute: Werftbecken) und Gedser verlegt, was die Fährlinie um 39 km verkürzte. Auf dieser Linie verkehrten zunächst die Raddampfer Kaiser Wilhelm und König Christian.

### 1900–1945
Im Jahr 1900 begannen umfangreiche Bauarbeiten in Warnemünde, um ein neues Fährterminal direkt an der Einfahrt zwischen den Molen einzurichten. Die Stadt Rostock übernahm dabei die Aufschüttung des neuen Bahnhofsgeländes, den Umbau der Molen, den Bau des neuen, 1,1 km langen, Seekanals sowie den Bau einer Brücke über den Alten Strom, um den neuen Bahnhof mit dem Ort zu verbinden. Das Empfangsgebäude des alten Bahnhofes stand der Streckenverlängerung im Weg, weswegen die Gleise direkt durch den Mittelteil des Gebäudes mit der ehemaligen Empfangshalle geführt wurden, wodurch eine Art Tunnel entstand. Das neue Bahnhofsgebäude entstand zwischen dem neuen Seekanal und dem Alten Strom. Am 30. September 1903 wurde in Anwesenheit von König Christian IX. von Dänemark und Großherzog Friedrich Franz IV. von Mecklenburg-Schwerin die Eisenbahnfährverbindung eröffnet. Betreiber der Fährlinie waren die Eisenbahngesellschaften von Dänemark und Mecklenburg.
Die Eisenbahnen beschafften dafür die Schiffe Prinsesse Alexandrine (DSB) und Friedrich Franz IV. (M.F.F.E.), die als eingleisige Schaufelradfähren für das Übersetzen von Reisezugwagen vorgesehen waren, sowie Prins Christian (DSB) und Mecklenburg (M.F.F.E.), die als zweigleisige Schraubenschiffe für den Güterverkehr und den Betrieb in den Wintermonaten verwendet wurden.

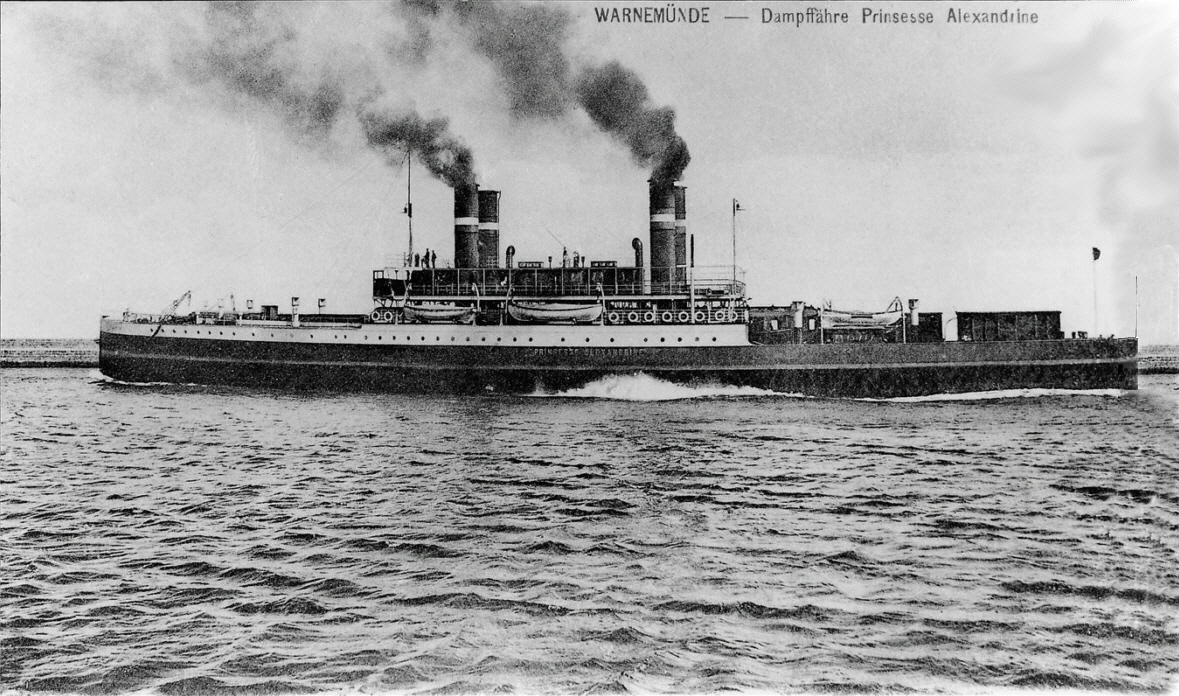
dän. Schaufelradfähre Prinsesse Alexandrine (1903–1926) vor Umbau
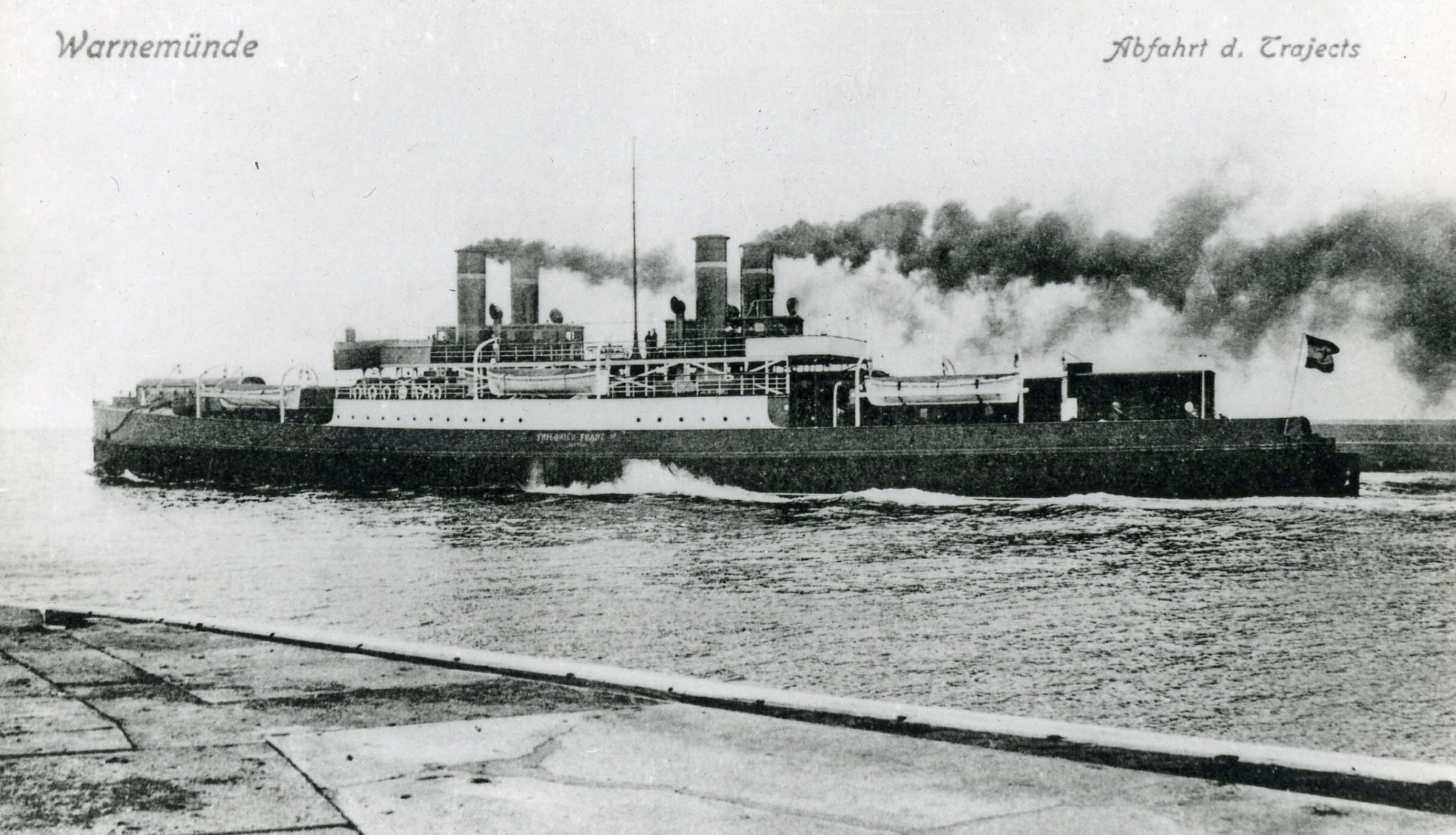
dt. Schaufelradfähre Friedrich Franz IV (1903–1925) vor Umbau
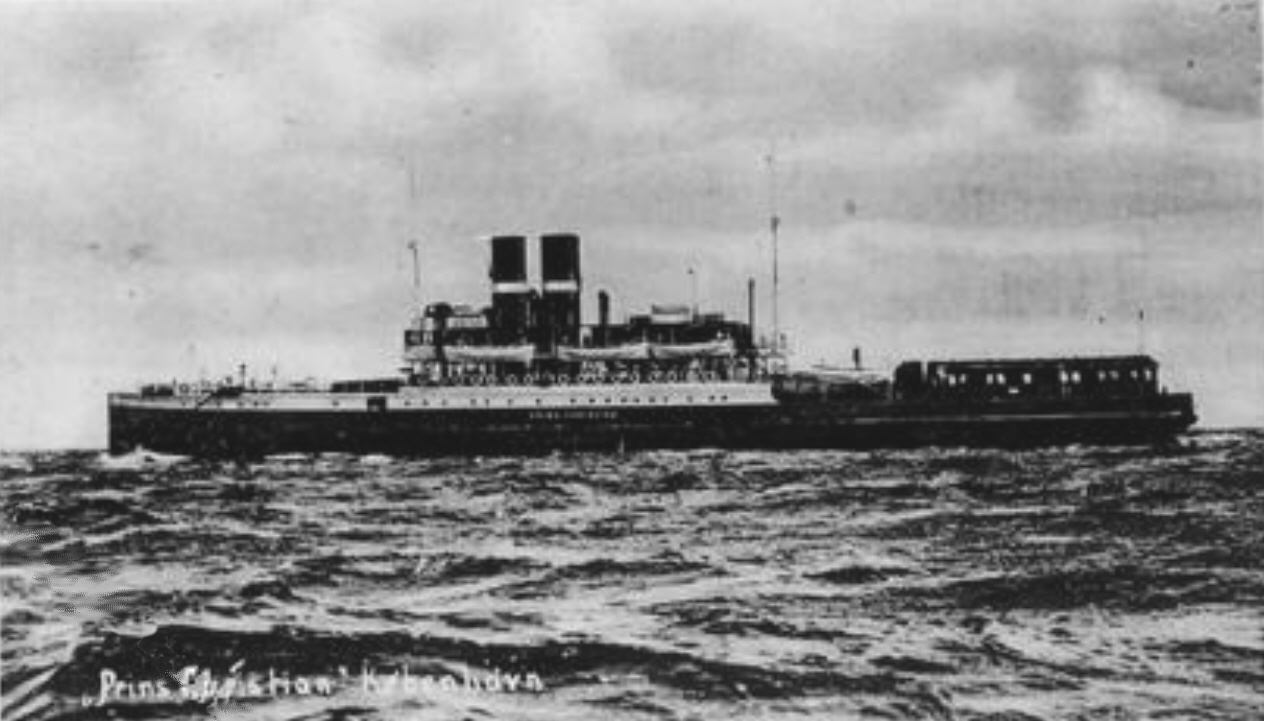
Die Prins Christian (1903–1922) vor Umbau
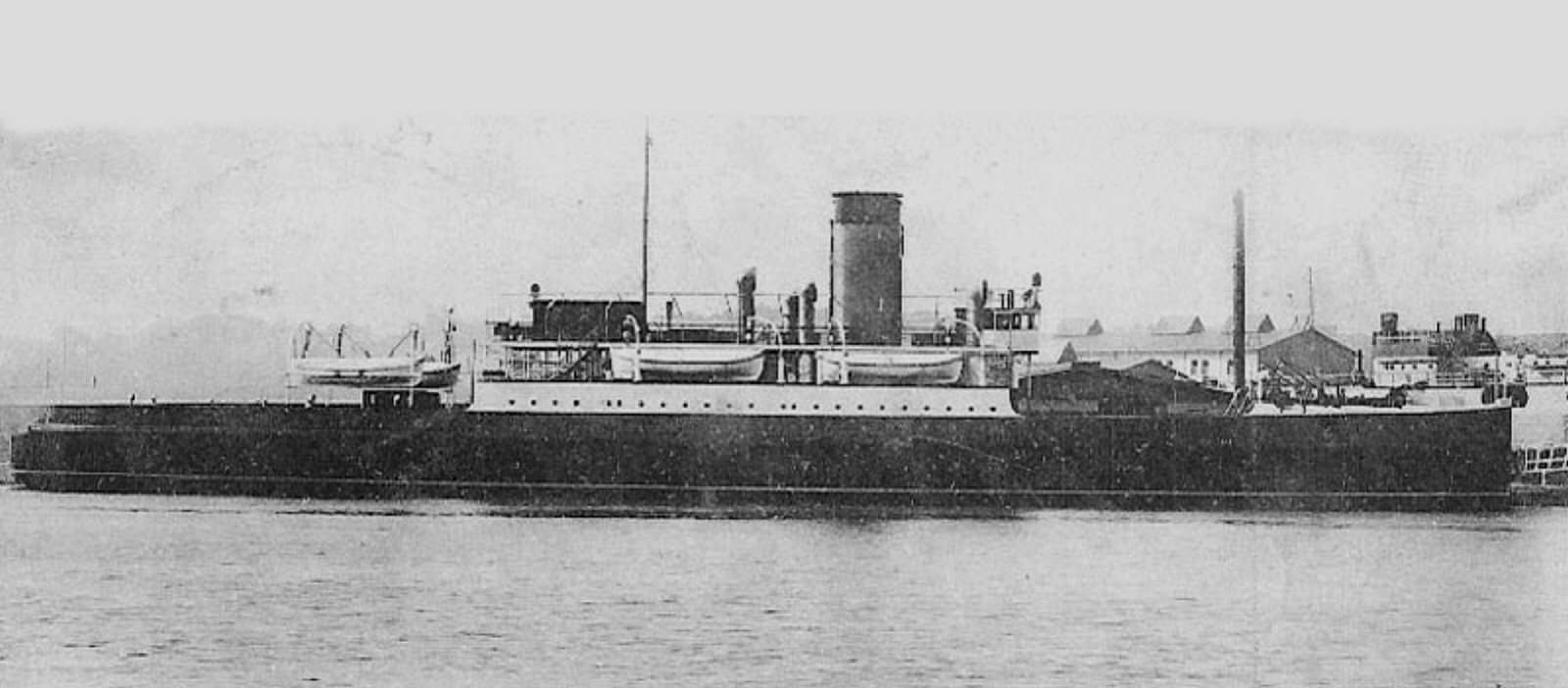
Die Mecklenburg (1903–1925) vor Umbau
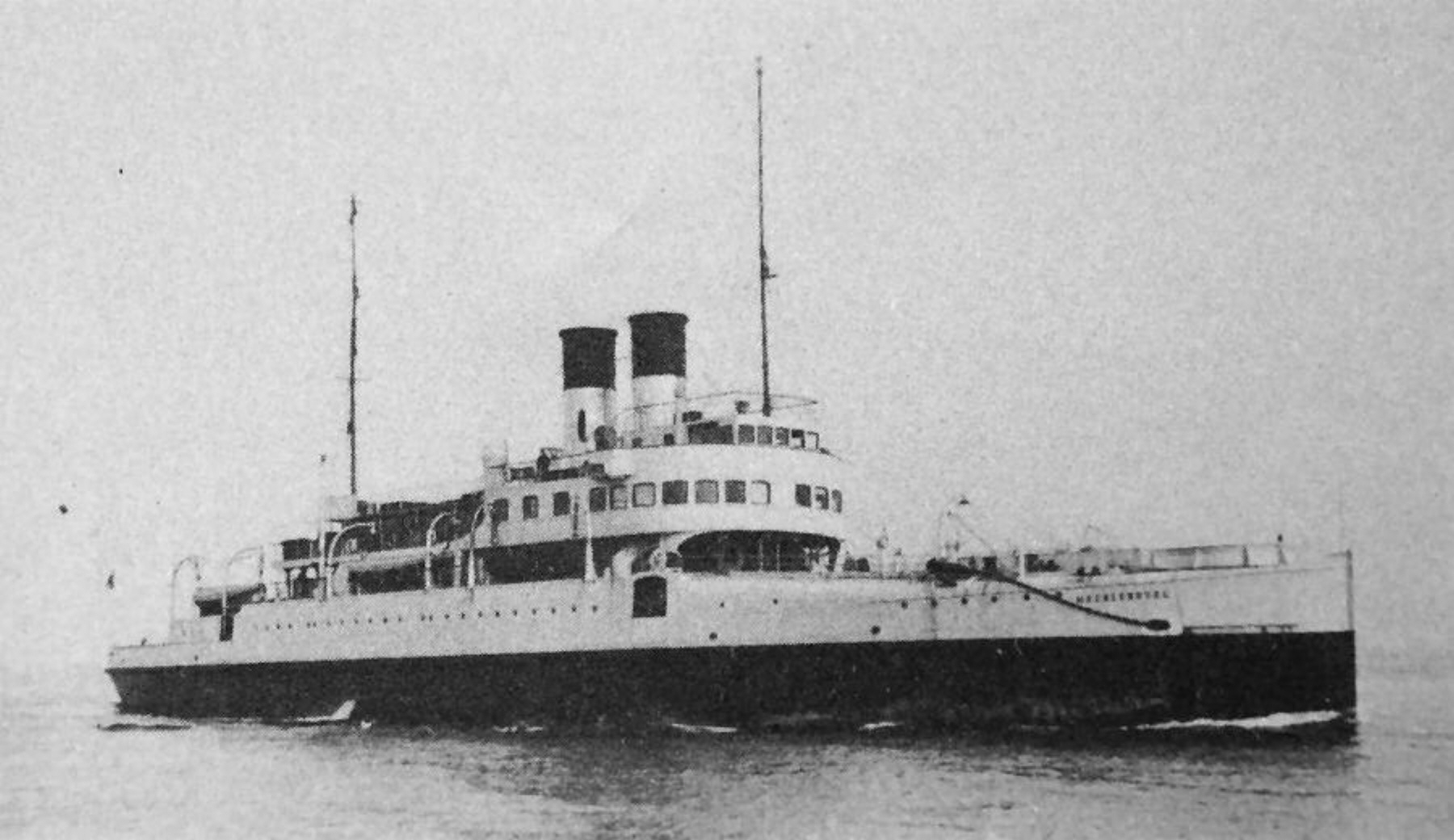
Die Mecklenburg (1926–1945) nach Umbau
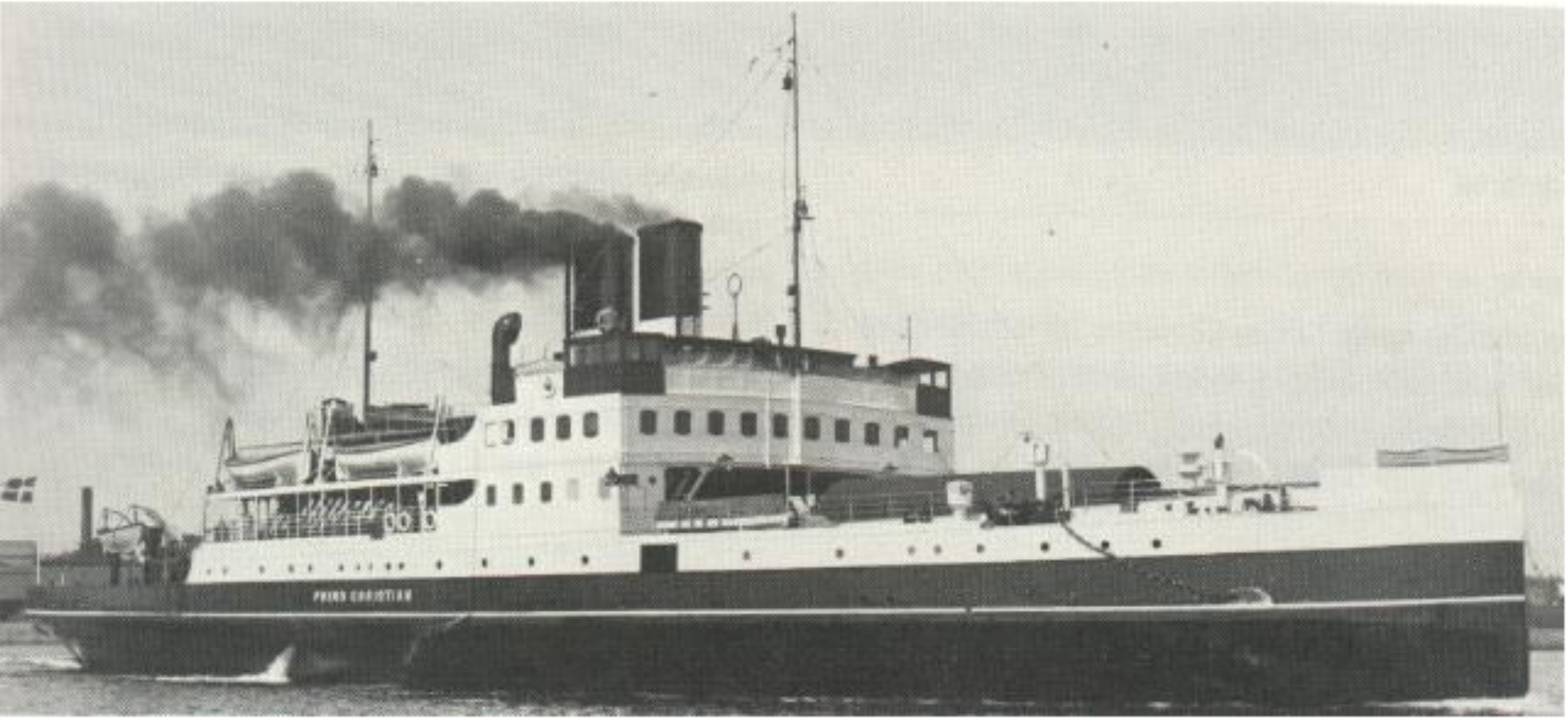
Die Prins Christian (1923–1945) nach Umbau
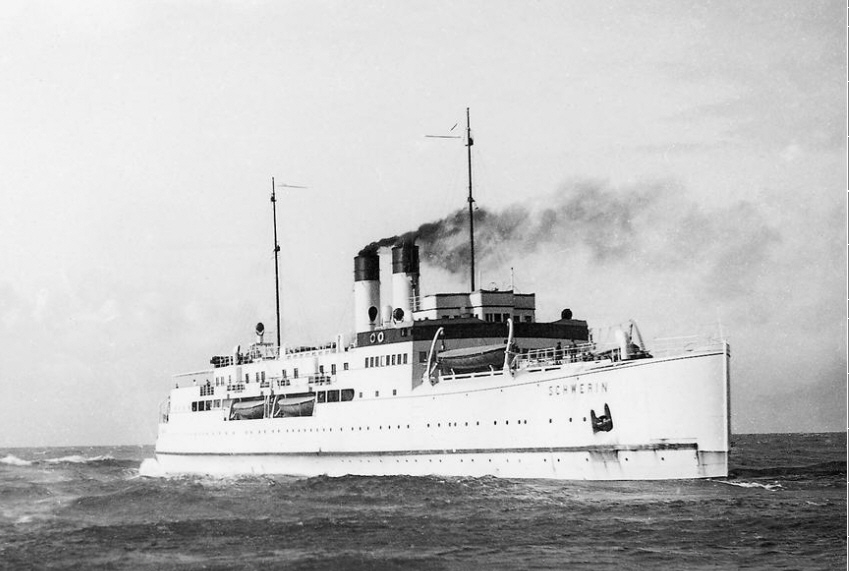
Die Schwerin (1926–1944)
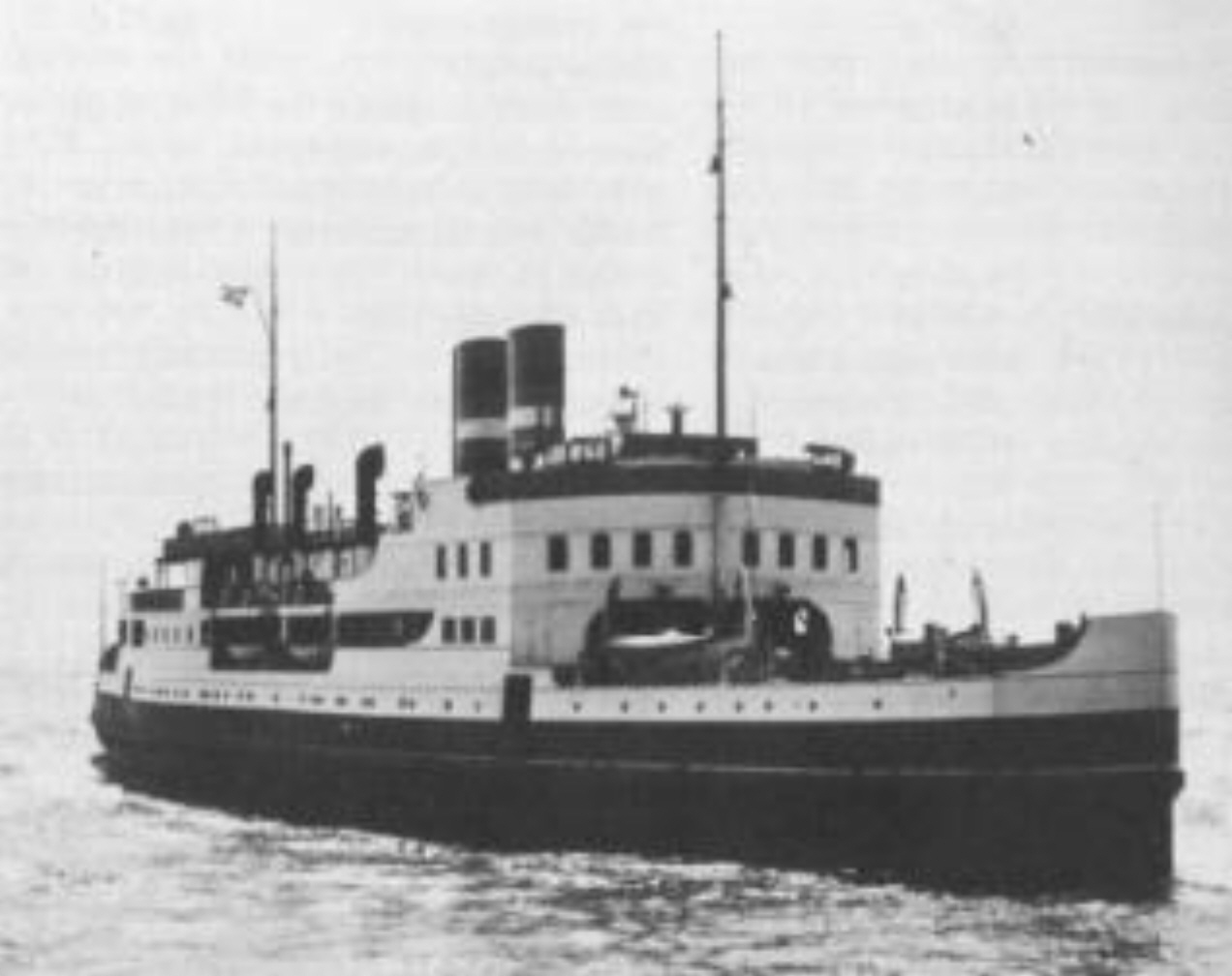
Die Danmark (1922–1943, 1947–1968)

Während des Ersten Weltkriegs blieb die Linie ohne Einschränkungen in Betrieb, da Dänemark in diesem Krieg neutraler Staat blieb.

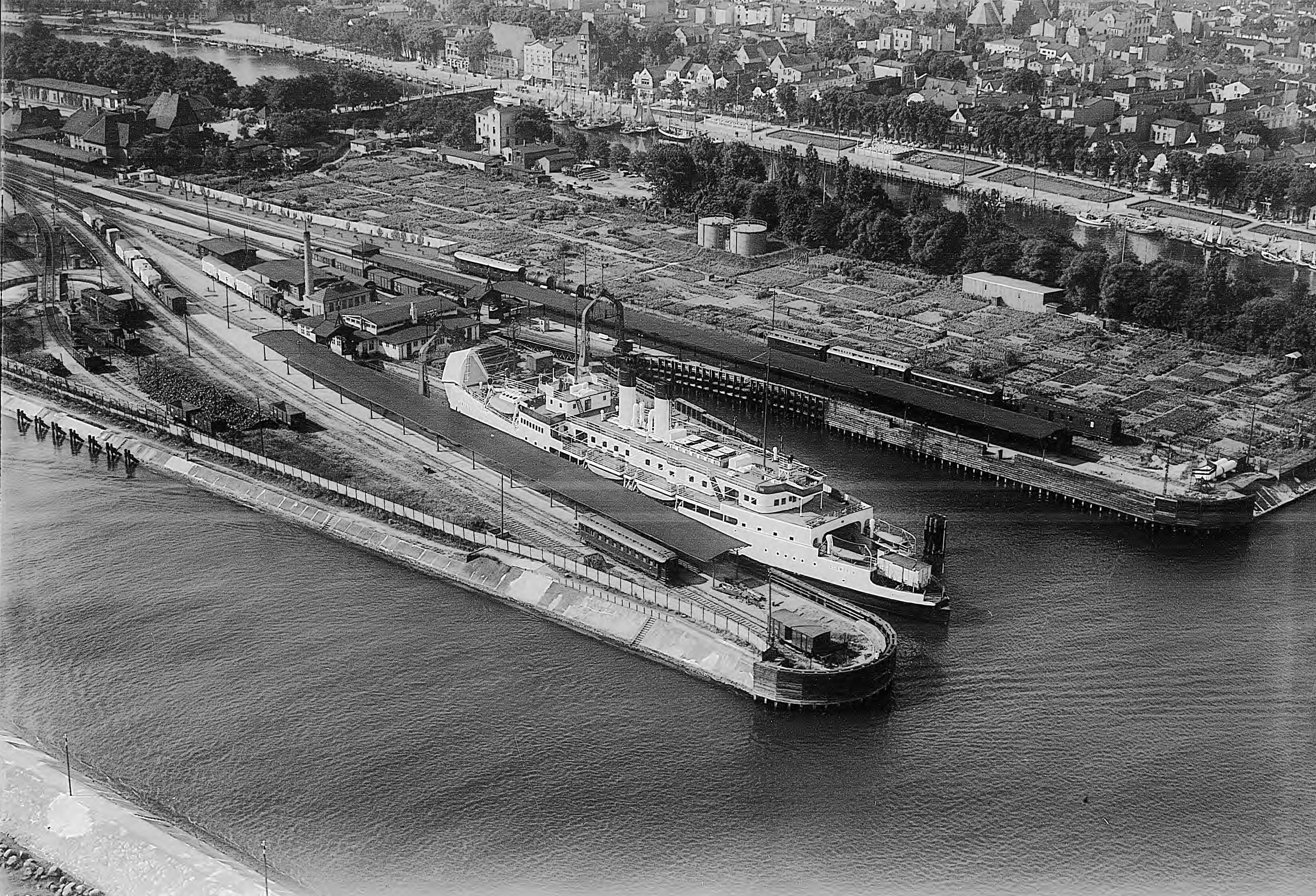
Schwerin im Fährhafen von Warnemünde (1933)

1920 gingen die mecklenburgischen Schiffe auf die Deutschen Reichseisenbahnen über. Die DSB brachte 1922 das Fährschiff Danmark in Fahrt, das die Prinsesse Alexandrine ersetzte. Mit der 1926 in Dienst gestellten Schwerin wurde von der Reichsbahn ein modernes Fährschiff in Fahrt gebracht, das in der Werbung auch als „Weißer Schwan der Ostsee“ bezeichnet wurde. Großzügige Aufenthaltsräume, Restaurants und ein Promenadendeck machten die Fahrt für die Passagiere besonders angenehm. Auf diesem Schiff war erstmals der Pkw-Transport per Achse (vorher nur Bahnverladung) möglich. Das Fährschiff Mecklenburg wurde modernisiert, die Friedrich Franz IV. außer Dienst gestellt.
Mit Beginn des Zweiten Weltkriegs wurde die Schwerin vorübergehend an die Kriegsmarine abgegeben, kehrte aber bald auf die Linie zurück. Während der Besetzung Dänemarks durch die Wehrmacht am 9. April 1940 wurden von der Mecklenburg und der Schwerin Teile der ersten Invasionstruppen nach Gedser übergesetzt, wobei die Mecklenburg als planmäßige Fähre mit getarnten Soldaten eintraf.
Das Fährschiff Schwerin wurde im Februar 1944, als es sich zu einer Kesselreparatur in der Rostocker Neptun-Werft befand, durch Bombentreffer schwer beschädigt und nicht wieder repariert. Die dänische Fähre Danmark wurde 1943 und im März 1945 vom dänischen Widerstand im Hafen von Gedser erst schwer beschädigt und dann versenkt.
Mit der Besetzung von Rostock und Warnemünde durch sowjetische Truppen wurde der Fährverkehr völlig eingestellt. Die noch einsatzbereite Dampffähre Mecklenburg wurde als Reparation der Sowjetunion zugesprochen und von ihr 1947 an Polen übergeben. Im Herbst 1945 diente das Schiff zur Repatriierung von Polen und befuhr die Strecke Lübeck – Danzig. Unter polnischer Flagge bediente sie zuletzt als Kopernik die Eisenbahnfährlinie Swinemünde – Ystad bis 1953.
Zwischen der Bundesrepublik Deutschland und Dänemark entstand 1951 eine neue Eisenbahnfähre Großenbrode–Gedser, die schließlich durch die Vogelfluglinie ersetzt wurde.

### Bedeutung für die DDR und West-Berlin

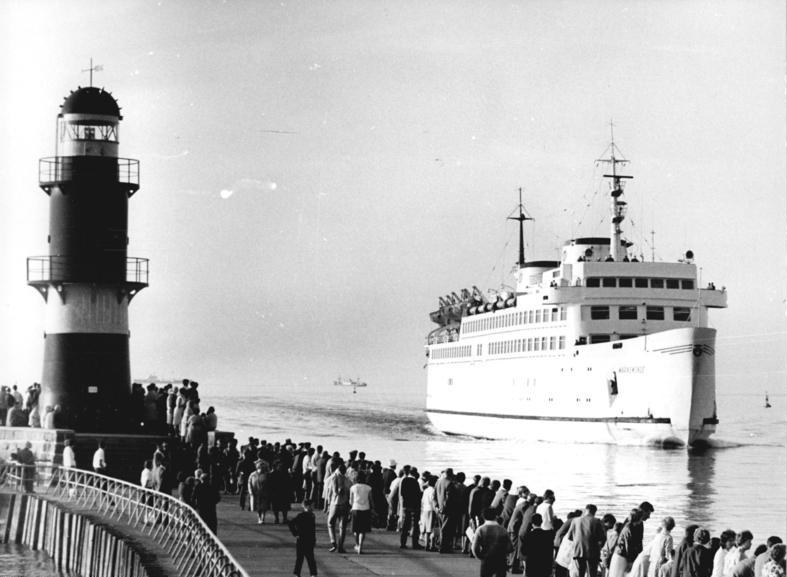
Fährschiff Warnemünde läuft am 30. September 1973 in Warnemünde ein

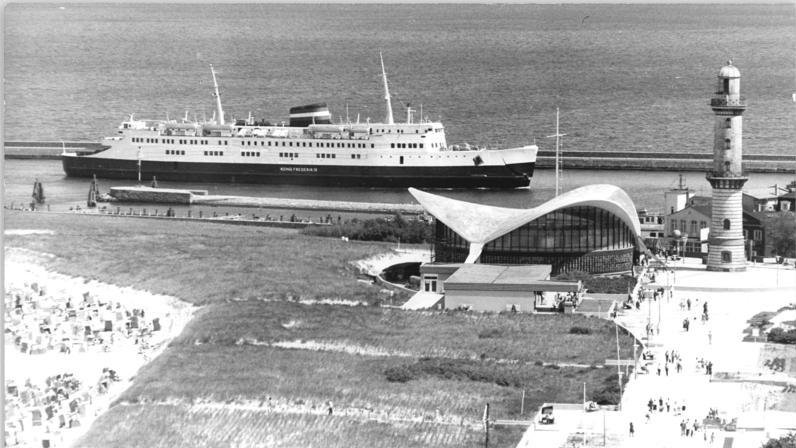
Kong Frederik IX läuft am 15. Juli 1978 in Warnemünde ein

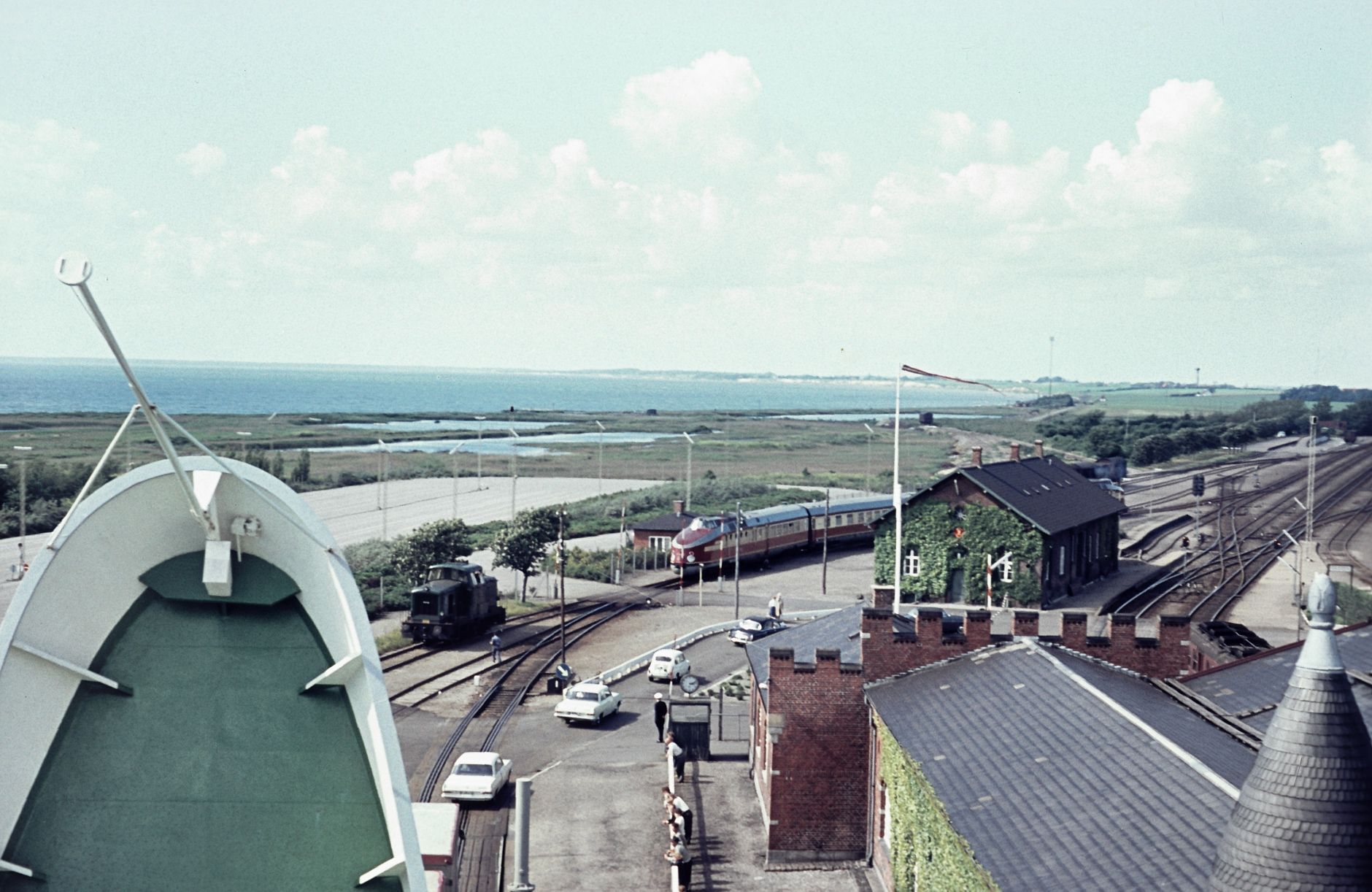
1964 im Hafen Gedser liegend, entlädt das Fährschiff Warnemünde durch die Frontklappe den Schnellzug nach Kopenhagen

Die zunächst von westlichen Staaten politisch nicht anerkannte DDR betrachtete für die internationale Aufwertung des Staates Beziehungen auf anderen als der diplomatischen Ebene als besonders wichtig. Eine Möglichkeit boten internationale Verkehrsverbindungen.
Nachdem der Fährverkehr 1947 durch die DSB mit der gehobenen und modernisierten Danmark wieder aufgenommen worden war, bemühte sich die Deutsche Reichsbahn, ein eigenes Fährschiff für die Linie zu bekommen. Pläne für den Ankauf eines Schiffes im Ausland scheiterten. Übergangsweise wurden Personen mit gecharterten Seebäderschiffen der Weißen Flotte befördert. Erst mit der Indienststellung der neugebauten Fähre Warnemünde im Jahr 1963 konnte die Deutsche Reichsbahn die Strecke wieder paritätisch mit der DSB bedienen, die ab 1968 das Fährschiff Kong Frederik IX einsetzte. Ab 1987 fuhr auch das Fährschiff Knudshoved nach Warnemünde.
Die Reichsbahn war bemüht, hochwertiges Wagenmaterial für die Verbindung bereitzustellen, so fuhr in den 1960er Jahren zeitweise der Schnelltriebwagen VT 18.16 ab 1964 auf dieser Strecke für den Zug Neptun.

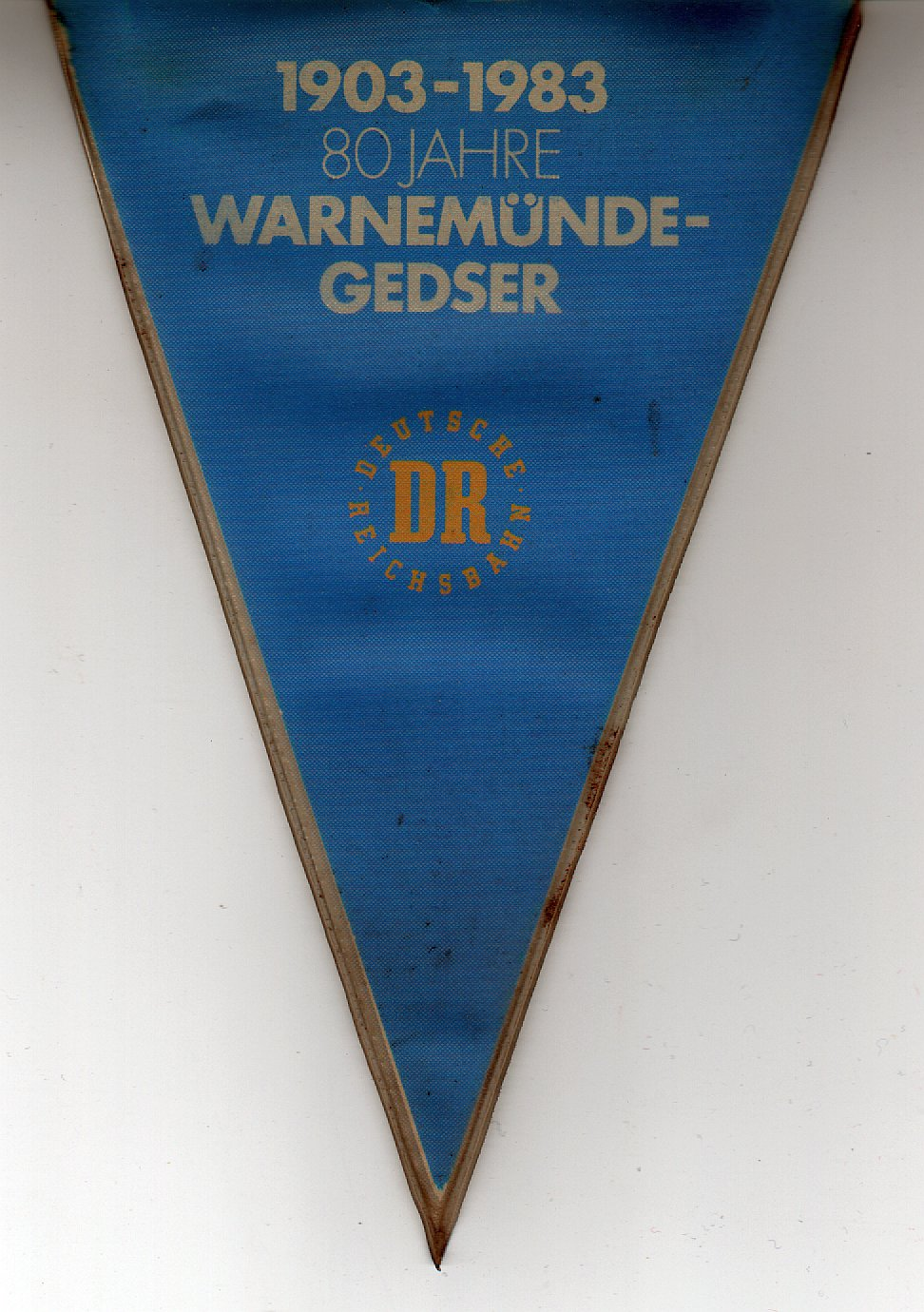
1983 in West-Berlin verteilter Wimpel, Rückseite: DSB

Bis zur politischen Wende in der DDR wurde die Bahnverbindung Kopenhagen – Warnemünde – Berlin für den Verkehr zwischen Skandinavien und der DDR sowie von und nach West-Berlin als wichtig angesehen, in den letzten Jahren jedoch eher aus politischen Gründen. Es gab täglich zwei Schnellzugpaare (Tageszug Neptun, Nachtzug Ostsee-Express) nach Berlin Stadtbahn. Nach dem Mauerbau in Berlin (ab 1962) begannen die Züge im Bahnhof Zoo und hielten im Bahnhof Friedrichstraße und im Ostbahnhof (1987 bis 1998 Berlin Hauptbahnhof). Dort wurden bei lokbespannten Zügen Wagen des Binnenverkehrs zugestellt, die bis Rostock Hauptbahnhof mitliefen und auch von DDR-Reisenden benutzt werden durften. Die internationalen Wagen waren, zumindest zeitweise, abgeschlossen und ohne Übergang zum übrigen Zug. Dies und die peniblen Kontrollen der DDR-Grenzer und des DDR-Zolls führten dazu, dass die Züge bei den Skandinaviern wenig beliebt waren. Ende der 1980er Jahre wurden beim Neptun und der Ostsee-Express nur ein bis drei Schnellzugwagen über die Fähre trajektiert, die von DR und DSB im Wechsel gestellt wurden.

### Nach der Wende in der DDR

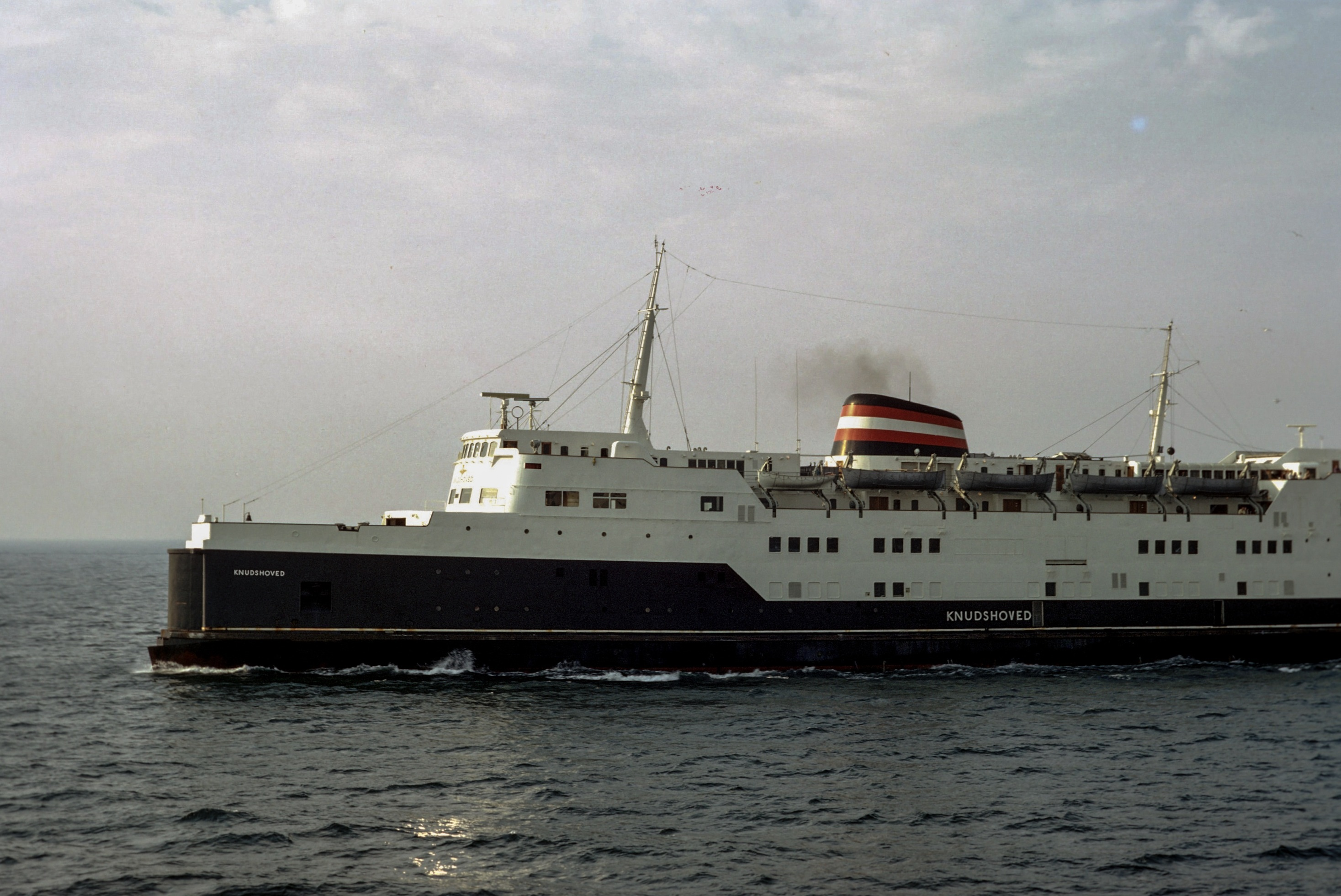
Fährschiff Knudshoved

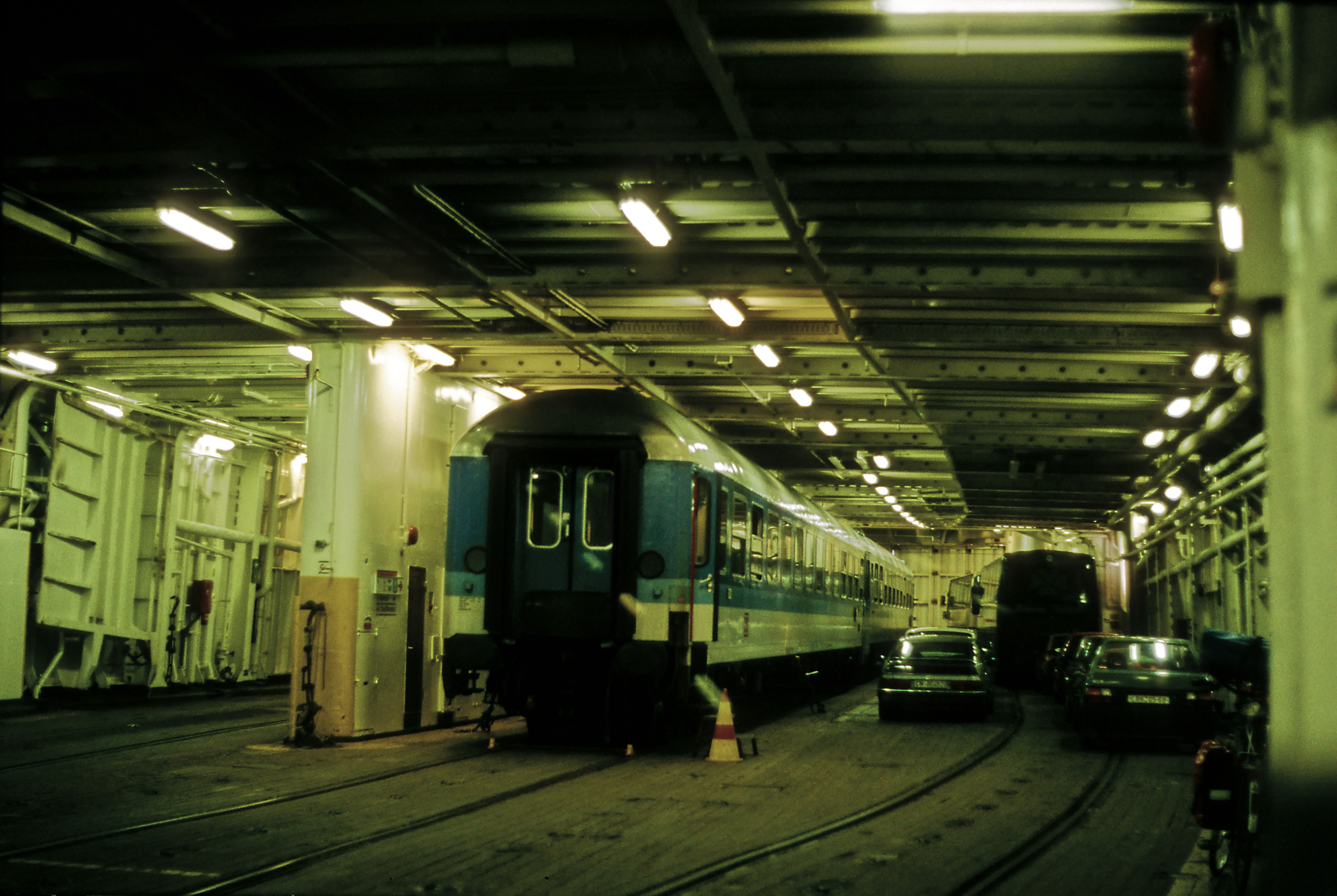
Hauptdeck der Knudshoved

Die Öffnung der Grenzen der DDR brachte der Eisenbahnfährverbindung noch einmal einen Aufschwung. Der Ansturm der Reisenden führte dazu, dass bis zu acht Reisezugwagen pro Fährfahrt transportiert werden mussten. Gleichzeitig stieg die Zahl der überzusetzenden Pkw stark an. Für diesen Ansturm waren die Schiffe der Linie nicht ausgelegt. War das Auf- und Abziehen der Schnellzugwagen noch problemlos möglich, so war die stark gestiegene Zahl der Pkw und Lkw nur mit Schwierigkeiten zu bewältigen. Weder die Warnemünde noch die Kong Frederik IX verfügten über separate Autodecks. Um die Kapazität voll ausnutzen zu können, mussten Pkw, Lkw und Sattelzüge oft umständlich und zeitaufwändig in das Wagendeck rangiert werden. Die Zufahrt zu den Abfertigungseinrichtungen von der Autobahn A 19 nach Warnemünde war nur durch die oft durch Staus beeinträchtigte Rostocker Innenstadt möglich. Später ging die Zahl der Bahnreisenden immer stärker zurück, da die Zugverbindung langsam war und altes Material eingesetzt wurde – auf der dänischen Seite fuhr der Berlin-Express als Nahverkehrszug von und nach Kopenhagen. Das Auto war auch hier zum bevorzugten Verkehrsmittel geworden. Eine autogerechte Fährverbindung wurde 1992 durch Umbau der Fährbrücke in Gedser zum Anlegen mit dem Heck, bei der Warnemünde durch Reaktivieren der verschweißten Heckklappe geschaffen. Im Zuge der Privatisierungen übernahm am 1. April 1993 die neugegründete Deutsche Fährgesellschaft Ostsee (DFO) den Betrieb auf deutscher Seite, auf dänischer Seite 1995 die DSB Rederi A/S. Am 25. September 1995 wurde der Verkehr zwischen Warnemünde und Gedser eingestellt. Das Fährschiff Warnemünde wurde nach Italien verkauft.
Bereits 1990 war eine zusätzliche Autofähre aus dem Rostocker Überseehafen nach Gedser in Betrieb gegangen. Die DSB stiegen 1994 auch in diese Linie ein.
Für Bahnreisende von Berlin nach Kopenhagen hat sich seit der Schließung des Fährbahnhofs Warnemünde die Reisezeit deutlich verlängert. Als Alternativrouten bestehen weiterhin Fahrten über Hamburg oder die Fernbusse Berlin – Kopenhagen. Der direkte Zug Berlin–Kopenhagen über die Vogelfluglinie ohne Umstieg in Hamburg (ICE ab 1997) wurde im Dezember 2015 eingestellt. Auch das saisonale Nachtzugpaar Berlin – Malmö über die Königslinie (Sassnitz) gibt es nicht mehr.
Bahnreisende von Rostock Hbf bzw. Nykøbing-Bhf erreichen mit Bussen die Fähranleger in Rostock bzw. Gedser.

### 2010–2014

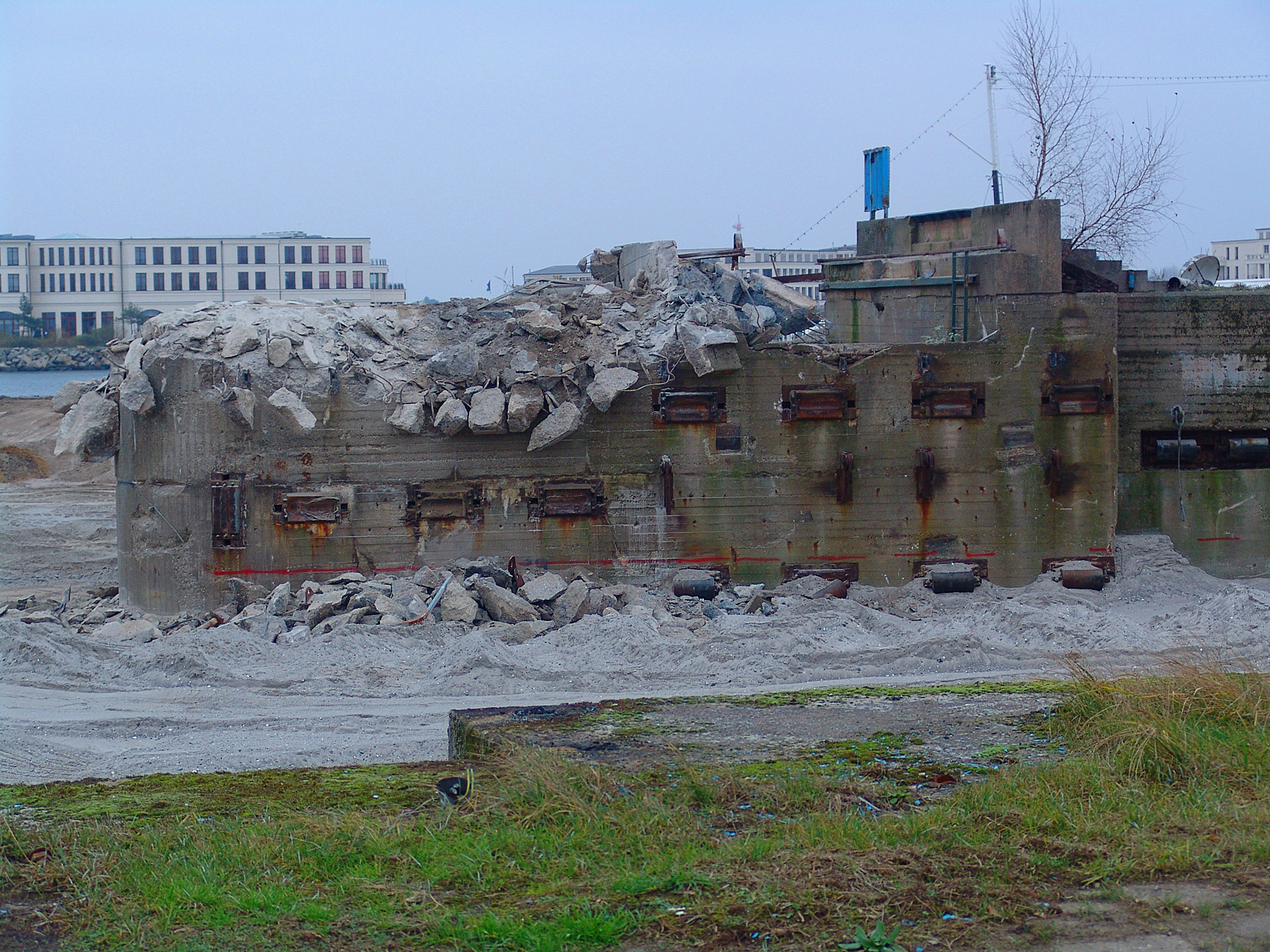
Abbruch der Trajektanlage und Verfüllung der Fährbecken, Stand: 28. November 2014 Rostock-Warnemünde

Im November 2010 erwarb die Rostocker Wohnungsgesellschaft WIRO das Gelände des stillgelegten Fährhafens in Warnemünde von der Reederei Scandlines. Die Kosten für das insgesamt 67 Hektar umfassende Areal auf der Bahnhofshalbinsel Mittelmole betrugen ca. 14,1 Millionen Euro. Derzeit wird das Gelände durch das kommunale Wohnungsunternehmen vorrangig als Parkplatz bewirtschaftet. Die ursprüngliche Verkehrsfunktion zwischen Bahnhof und einstigen Fährhafen soll durch den Neubau eines Wohngebietes (ca. 300 Wohnungen) endgültig abgelöst werden. Mit den Planungen hierfür wurde 2012 begonnen.
Anhand eines nicht öffentlichen Gutachtens zur Standsicherheit der Fährbecken entschied die WIRO als neue Eigentümerin aus wirtschaftlichen Gründen das vollständige Verfüllen der Fährbecken sowie den Abbruch von Kaikanten und Molenfinger der historischen Trajektanlage. Für dessen Erhalt hatte sich die Anfang 2014 gegründete Bürgerinitiative „Alter Fährhafen Warnemünde“ mit dem Ideenkonzept Conexeum engagiert. Dieses sah den Erhalt und die Wiederbelebung des ehemaligen Fährhafengeländes durch eine touristische Nutzungskonzeption für Einheimische und Gäste vor. Die von der WIRO beauftragten Abbrucharbeiten wurden im Dezember 2014 abgeschlossen. Seit Juni 2015 erinnern zwei Schautafeln am nördlichen Ende der verfüllten Fährbecken entlang eines Rundweges an die älteste deutsche Fährverbindung nach Skandinavien und die erste internationale Eisenbahnfährverbindung.